# Shizuka Sugiyama
Pour les articles homonymes, voir Sugiyama.
Shizuka Sugiyama (杉山しずか, Sugiyama Shizuka), née le 11 février 1987 à Yokohama dans la Préfecture de Kanagawa au Japon, est une pratiquante japonaise d'arts martiaux mixtes (MMA).

## Vale Tudo
Sugiyama Shizuka a remporté deux championnats en Vale Tudo.
- Japan Open 2008 Vale Tudo Real Fighting Karate-do Championship Series
  - Championne en catégorie 57 kg (125 lb)
- Japan Open 2009 Vale Tudo Real Fighting Karate-do Championship Series
  - Championne en catégorie 57 kg (125 lb)

## Palmarès en MMA
| 18 combats     | 13 victoires | 4 défaites |
| Par KO         | 5            | 2          |
| Par soumission | 2            | 0          |
| Sur décision   | 6            | 2          |
| Égalités       | 1            | 1          |

| Résultat | Record | Adversaire           | Méthode                                          | Événement                                                 | Date              | Round | Temps | Lieu                    | Notes                                                                   |
| -------- | ------ | -------------------- | ------------------------------------------------ | --------------------------------------------------------- | ----------------- | ----- | ----- | ----------------------- | ----------------------------------------------------------------------- |
| Victoire | 13-4-1 | Emiko Raika          | Soumission technique (clé de bras)               | DEEP: Dream Impact 2014 - Omisoka Special                 | 31 décembre 2014  | 1     | 4:06  | Saitama, Saitama, Japon |                                                                         |
| Victoire | 12-4-1 | Yurika Nakakura      | Décision unanime                                 | DEEP JEWELS: Jewels 6                                     | 3 novembre 2014   | 2     | 5:00  | Tokyo, Japon            |                                                                         |
| Défaite  | 11-4-1 | Takayo Hashi         | TKO (coups de poing)                             | DEEP JEWELS: Jewels 4                                     | 16 février 2014   | 3     | 4:20  | Tokyo, Japon            |                                                                         |
| Victoire | 11-3-1 | Mizuho Sato          | TKO (arrêt du docteur)                           | DEEP JEWELS: Jewels 3                                     | 16 février 2014   | 1     | 1:15  | Tokyo, Japon            |                                                                         |
| Égalité  | 10-3-1 | Ji Yun Kim           | Egalité majoritaire                              | DEEP JEWELS: Cage Impact 2013                             | 24 novembre 2013  | 2     | 5:00  | Tokyo, Japon            |                                                                         |
| Victoire | 10-3   | Chisa Yonezawa       | TKO (coups de poing)                             | DEEP JEWELS: Tokyo Impact - Lightweight GP 2013 Semifinal | 20 juillet 2013   | 1     | 1:16  | Tokyo, Japon            |                                                                         |
| Victoire | 9-3    | Sung Eun Kim         | TKO (coups de poing)                             | JEWELS: 23rd Ring                                         | 30 mars 2013      | 1     | 1:01  | Tokyo, Japon            |                                                                         |
| Victoire | 8-3    | Yurika Tanaka        | TKO (coups de poing)                             | JEWELS: 21st Ring                                         | 22 septembre 2012 | 2     | 1:24  | Tokyo, Japon            |                                                                         |
| Victoire | 7-3    | [Megumi Yabushita    | Décision partagée                                | JEWELS: 20th Ring                                         | 21 juillet 2012   | 2     | 5:00  | Tokyo, Japon            |                                                                         |
| Défaite  | 6-3    | Bolormaa Erdenebileg | TKO (arrêt du coin)                              | JEWELS: 11th Ring                                         | 17 décembre 2010  | 2     | 0:13  | Tokyo, Japon            |                                                                         |
| Défaite  | 6-2    | Miki Morifuji        | Décision unanime                                 | JEWELS: Seventh Ring                                      | 19 mars 2010      | 2     | 5:00  | Tokyo, Japon            |                                                                         |
| Victoire | 6-1    | Yukiko Ozeki         | Décision unanime                                 | JEWELS: Jewels 6th Ring                                   | 11 décembre 2009  | 2     | 5:00  | Tokyo, Japon            |                                                                         |
| Défaite  | 5-1    | Alexandra Buch       | Décision unanime                                 | JEWELS: Fifth Ring                                        | 13 septembre 2009 | 2     | 5:00  | Tokyo, Japon            | Grand prix Jewels Rough Stone tour préliminaire moins de 60 kg (132 lb) |
| Victoire | 5-0    | Hitomi Sakamoto      | Décision unanime                                 | Shoot Boxing Girls Tournament 2009                        | 23 août 2009      | 2     | 5:00  | Tokyo, Japon            |                                                                         |
| Victoire | 4-0    | Mika Harigai         | Décision unanime                                 | JEWELS: 4th Ring                                          | 11 juillet 2009   | 2     | 5:00  | Tokyo, Japon            |                                                                         |
| Victoire | 3-0    | Celine Haga          | Décision unanime                                 | JEWELS: 3rd Ring                                          | 16 mai 2009       | 2     | 5:00  | Tokyo, Japon            |                                                                         |
| Victoire | 2-0    | Shiho Shiho          | TKO (coups de genoux au corps et coups de poing) | JEWELS: 2nd Ring                                          | 4 février 2009    | 1     | 2:55  | Tokyo, Japon            |                                                                         |
| Victoire | 1-0    | Harumi Harumi        | Soumission (étranglement arrière)                | JEWELS: 1st Ring                                          | 16 novembre 2008  | 1     | 2:55  | Tokyo, Japon            |                                                                         |